# Chapeau bas
Chapeau bas est un court métrage français réalisé par Hervé Lozac'h sorti en 1998.

## Synopsis
L'histoire extraordinaire d'un homme à ce point seul et ordinaire qu'un jour où un bouton vient à manquer à son polo, il devient un héros.

## Fiche technique
- Titre : Chapeau bas
- Réalisation : Hervé Lozac'h
- Scénario : Hervé Lozac'h
- Scénario : Laurent Moussard
- Photographie : Philip Ogaard, Nicolas Ribowski
- Musique : Thierry Fauchard
- Pays :  France
- Genre : comédie
- Durée : 25 minutes

## Distribution
- Claude Piéplu : Monsieur Julien
- Pascale Lievyn
- Pascal Laurent
- Frédéric Graziani
- Tayra
- Nabil Azaiza